# Mina de Arnao
La mina de Arnao fue una explotación minera de carbón ubicada en Arnao, en el concejo de Castrillón, perteneciente al Principado de Asturias, en España. La mina es conocida por ser la primera submarina de Europa, con el primer pozo vertical de Asturias y la primera explotación de carbón en España, además de haber sido, junto a la Real Compañía Asturiana de Minas, o su sucesora, Asturiana de Zinc, uno de los principales enclaves industriales de Asturias.

## Historia

### Siglos XVI-XVIII
Las primeras explotaciones de carbón en Arnao comenzaron a finales del siglo XVI, cuando el religioso fray Agustín Montero, vecino de Naveces, descubrió en los acantilados próximos a la futura mina un mineral negro, el carbón. Agustín Montero notificó mediante una carta su interés por obtener el permiso de explotación del yacimiento al entonces monarca de España, Felipe II. Tras obtener el permiso, dio comienzo en Arnao la primera explotación de carbón mineral de España.
En un primer momento, el carbón extraído de Arnao se exportaba a Portugal a través de barcos mercantes, que zarpaban del puerto de Avilés. La actividad de extracción era muy rudimentaria, y se empleaban pocas medidas de seguridad, ya que empleaban boinas a modo de casco. También cabe destacar las supersticiones de los mineros, en gran parte influidas por la mitología asturiana, que condicionaron su actividad.

### sigloXIX

#### Real Compañía Asturiana de Minas
El suceso más destacado de la historia de la mina de Arnao fue su adquisición, en 1833, por parte de la Real Compañía Asturiana de Minas, una empresa belga que introdujo numerosos cambios en la minería de la época, además de levantar, en 1855, el castillete para poder excavar en el que sería el primer pozo vertical de Asturias, el “pozo abuelo”. Alrededor de la mina se crearon diversas infraestructuras pensadas para facilitar la vida de los mineros y los directivos de la Real Compañía, tales como un casino, un economato, dos escuelas (la Escuela de Arnao y la Escuela del Ave María), viviendas para los mineros (unifamiliares, pareadas o en hilera) y casas para los directivos y los químicos.

#### Asturiana de Zinc
En el año 1853, en las proximidades del recién construido poblado minero de Arnao, se construye una fábrica para la investigación, explotación y comercialización de diversos derivados del Zinc, financiada por una filial de la Real Compañía, Asturiana de Zinc. Esta fábrica genera empleo y causa que el poblado de Arnao se expanda, así como las poblaciones cercanas: Salinas, San Juan de Nieva y Avilés. 

### sigloXX(cierre de la mina)
La explotación del yacimiento de Arnao continuó hasta 1915, año en el que se decide clausurar la mina y detener la extracción de carbón, debido a la progresiva inundación de las galerías de la mina situadas bajo el nivel del mar. Estas filtraciones provocaron que, aunque la fábrica de zinc siguiese activa, la mina y el castillete quedaran inutilizables, y se abandonara su actividad. 

### sigloXXI(restauración)
El conjunto histórico industrial de Arnao fue incluido en el Inventario del Patrimonio Cultural de Asturias por resolución de 1 de abril de 2006 de la Consejería de Cultura, Comunicación y Turismo del Principado de Asturias, publicada en el BOPA nº 105, el martes 9 de mayo de 2006.
En 2007, el Ayuntamiento de Castrillón relanzó un proyecto para la recuperación del conjunto industrial de Arnao, para lo que se solicitó una subvención de los Fondos Europeos (FEDER). Esta actuación, bajo la denominación Proyecto de Desarrollo Sostenible para la recuperación del patrimonio histórico e industrial del entorno litoral de Castrillón (LICAST), obtuvo una ayuda en 2008 de estos fondos de 3,5 millones de euros, que ahora se completarán con recursos municipales hasta alcanzar una inversión total superior a los 5 millones de euros.
El proyecto LICAST pretende rehabilitar el castillete, una pieza arquitectónica singular y única en Asturias, así como hacer visitable una parte de las galerías de esta mina, que fue, además, la primera de pozo vertical de Asturias. El objetivo es recuperar el conjunto industrial, redefiniendo usos, al tiempo que se prevé una actuación de carácter medioambiental en esta zona degradada tras varias décadas sin ningún tipo de inversión.
La rehabilitación y mejora de toda esta área quedará concluida en 2011 si se cumplen las previsiones del Ayuntamiento, que ya trabaja en los proyectos y que ha realizado ya varios estudios de viabilidad y estado de la viejas galerías.
Dentro del LICAST, también se incluye una intervención en San Juan de Nieva, en este caso siguiendo la línea de la denominada "Ruta del Zinc", donde se prevén importantes inversiones para la mejora de la calidad de vida de sus residentes.
A esta intervención pública, se suma también otra en la antigua Casona de Arnao, que acomete la iniciativa privada. Este edificio, utilizada como residencia de los directores de la Real Compañía Asturiana de Minas, se convertirá en un importante complejo hostelero y de congresos, con una intervención en el inmueble y en los jardines aledaños, situados estratégicamente en una península que cierra la playa de Arnao en su extremo oriental.

## Restos Fósiles
La playa de Arnao, próxima a la mina, constituye una reserva geológica de gran riqueza. En los acantilados se encuentra uno de los yacimientos de fósiles del Devónico más importante de Europa. En sus rocas han quedado reflejadas las huellas de los animales y las plantas que habitaron la región hace 415 millones de años. A lo largo de la playa pueden descubrirse ejemplares únicos de troncos fósiles del Carbonífero con 300 millones de años de antigüedad. 

## Instalaciones
Durante su época de máxima actividad, Arnao contó con los siguientes edificios, la mayoría propiedad de la Real Compañía:
- Casino
- Castillete del pozo de la mina y edificios anexos antes de su restauración
- Castillete y sala de máquinas
- Túnel de la playa de Arnao
- Escuela de Arnao
- Escuelas del Ave María
- Vivienda unifamiliar pareada (números 69 -Casa Liny 71)
- Vivienda unifamiliar en hilera (bloque “La República” en El Lugarón)
- Vivienda unifamiliar pareada (número 31 y contigua)
- Vivienda unifamiliar pareada (número 39 y contigua)
- Cuarteles de Arnao (cuatro viviendas en hilera)
- La Casona de Arnao
- Laboratorio de la Real Compañía Asturiana de Minas
- Casa del Químico
- Cuarteles de la RCAM junto al laboratorio
- Viviendas unifamiliares en hilera, “Casas de Eduardo Firme”
- Túnel del ferrocarril de Arnao y túnel viejo
- Chimenea de ventilación de Las Chavolas
- Viviendas unifamiliares en hilera en El Pontón (número 46 y contiguas)
- Conjunto de viviendas unifamiliares de Las Chavolas vinculadas a la RCAM
- Conjunto de viviendas unifamiliares de El Pontón vinculadas a la RCAM

También cabe destacar la existencia de las locomotoras Eleonore y Rojillín
Además de la posterior construcción de las siguientes estructuras por parte de Asturiana de Zinc:
- Residencia de invitados de Asturiana de Zinc, S.A.
- Naves anteriores a la guerra civil de la fábrica de metalurgia de zinc y garita de control de los accesos

## Innovaciones
En sus inicios, la actividad minera era muy rudimentaria, y estaba fuertemente condicionada por las tradiciones y las creencias de los mineros. Sin embargo, desde la llegada de la Real Compañía a la mina, se produjeron enormes avances que permitieron el desarrollo industrial y el incremento de la actividad minera, que fomentó el crecimiento de Arnao, así como la creación posterior de la fábrica de Zinc.
Además de causar un gran impulso de la industria en la provincia asturiana, la empresa financiada con capital belga introdujo algunos inventos y métodos que revolucionaron la minería y la forma en la que se comercializó el carbón, tales como el uso de locomotoras, la creación de un trazado de raíles y el uso de la pólvora, además de introducir el aire comprimido en las minas como modo de ventilación. Todos esos avances permitieron convertir la mina de Arnao en la primera mina submarina de Europa, y el primer pozo vertical de Asturias.